# IS Tighennif
L'Ideal Sports Tighennif (in arabo: النادي الرياضي مثالية تيغنيف), più comunemente abbreviato in IS Tighennif o IST, è una società calcistica algerina fondata il 13 dicembre 1945 e con sede a Tighennif.